# Catedral de Curtea de Argeș
A Catedral de Curtea de Argeș é um templo da Igreja Ortodoxa Romena. Localizada no mosteiro de Curtea de Argeș, na cidade de mesmo nome, a catedral foi erguida no século XVI e dedicada à Dormição da Mãe de Deus. Durante o reinado de Carlos I, o local foi convertido em mausoléu para a família real romena. Todo o complexo do mosteiro está incluído na lista de monumentos históricos da Romênia.